# رودي روكر
رودي روكر (بالإنجليزية: Rudy Rucker)‏ (22 مارس 1946، لويفيل في الولايات المتحدة)؛ أستاذ جامعي، عالم حاسوب، كاتب، رياضياتي وروائي أمريكي. درس في جامعة روتجرز.

## روابط خارجية
- رودي روكر على موقع IMDb (الإنجليزية)
- رودي روكر على موقع إن إن دي بي (الإنجليزية)
- رودي روكر على موقع ديسكوغز (الإنجليزية)
- رودي روكر على موقع قاعدة بيانات الفيلم (الإنجليزية)